# 1968年夏季奥林匹克运动会加纳代表团
1968年夏季奥林匹克运动会加纳代表团是加纳派出的1968年夏季奥林匹克运动会代表团。